# Igor-Albert Swingedau
Igor-Albert Swingedau (ou Swyngedau), né à Ixelles (Bruxelles) en 1939 et mort le 28 octobre 2008, est un peintre et graveur belge.

## Biographie
Igor Swingedau est élève de Claude Lyr à l'Académie royale des beaux-arts de Bruxelles et  mènera parallèlement une carrière de peintre, mais surtout de graveur.
Formé aux académies d'Ixelles (jusqu'en 1956) et de Bruxelles (1957-1961), où il est nommé assistant pour le cours de gravure de Claude Lyr (jusqu'en 1965), il exerce comme professeur d'arts graphiques aux académies d'Ixelles (dès 1966) et de Bruxelles (gravure, dès 1970).
Peintre néo-figuratif, dessinateur et aquafortiste de paysages, d'intérieurs et de natures mortes, il se rattache, tout à la fin des années 1950, au courant du réalisme magique. Il propose dans sa peinture des vues oniriques, minérales et parfois assez austères qui le rapprochent de Jean Ransy et bien sûr de Claude Lyr. Les miroirs occupent une place importante dans ses intérieurs. Ses paysages relèvent du fantastique, explorent la frontière ténue entre figuration et abstraction.
L'atmosphère post-symbolique et un certain mysticisme parfois naïf caractérisent aussi son œuvre (voir aussi Jean Ransy, Claude Lyr, William Degouve de Nuncques...).
Il peint de nombreux paysages et scènes d'une vie souvent immobile, assez hiératique, quelques portraits (toujours détournés d'un réalisme qui reste ambigu) et transpose, par exemple, un climat fantastique inspiré par des sites connus de Venise, Bruges... 
Les rares "personnages" restent toujours à l'état de silhouettes d'un monde figé ; les "objets" et vues rêvées y restent d'ailleurs toujours dominants.
Dans les années 1970 et surtout 1980, il semble se concentrer avant tout sur son œuvre de graveur, où il se montre assez novateur.

## Expositions
Il présentera de nombreuses expositions à Bruxelles :
- à la galerie d'Egmont (1965-1967)
- à la galerie Albert Ier (1969, 1973, 1977, 1982)
- aux Métiers d'art du Brabant (1971)

Il exposera aussi en Flandre, à la Galerie Het Cooremeters Huijs (Gand, 1974).

## Prix
Il a reçu le Prix Triennal de gravure d'Ixelles (1966), le Prix André Toetenel (1971) et le Prix Louis Schmidt (1972) pour sa grande toile intitulée Les Sortilèges de l'Aube.

## Œuvres
Plusieurs organismes publics et ministères belges possèdent des œuvres de Swingedau mais la plupart des tableaux importants figurent dans des collections privées.
Œuvres acquises par l'État belge, la province de Brabant, les communes d'Ixelles, d'Etterbeek et d'Uccle, le Centre de la Gravure de La Louvière et le Cabinet des Estampes de la Bibliothèque royale à Bruxelles.
L'artiste a aussi gardé au fil des années plusieurs des œuvres les plus importantes (Venise, Jeanne d'Arc, la Brocante, Marine).